# Regiunea Northern, Malawi
Regiunea Northern este o diviziune administrativă situată în partea de nord a statului Malawi, are o suprafață de 26.753 km2 și numără 1.389.475 locuitori (conform datelor din 2003). Reședința unității administrative este orașul Mzuzu.
La rândul ei regiunea Northern cuprinde 6 districte:
- Chitipa
- Karonga
- Likoma
- Mzimba
- Nkhata Bay
- Rumphi